# 7.65×21mm 파라벨룸

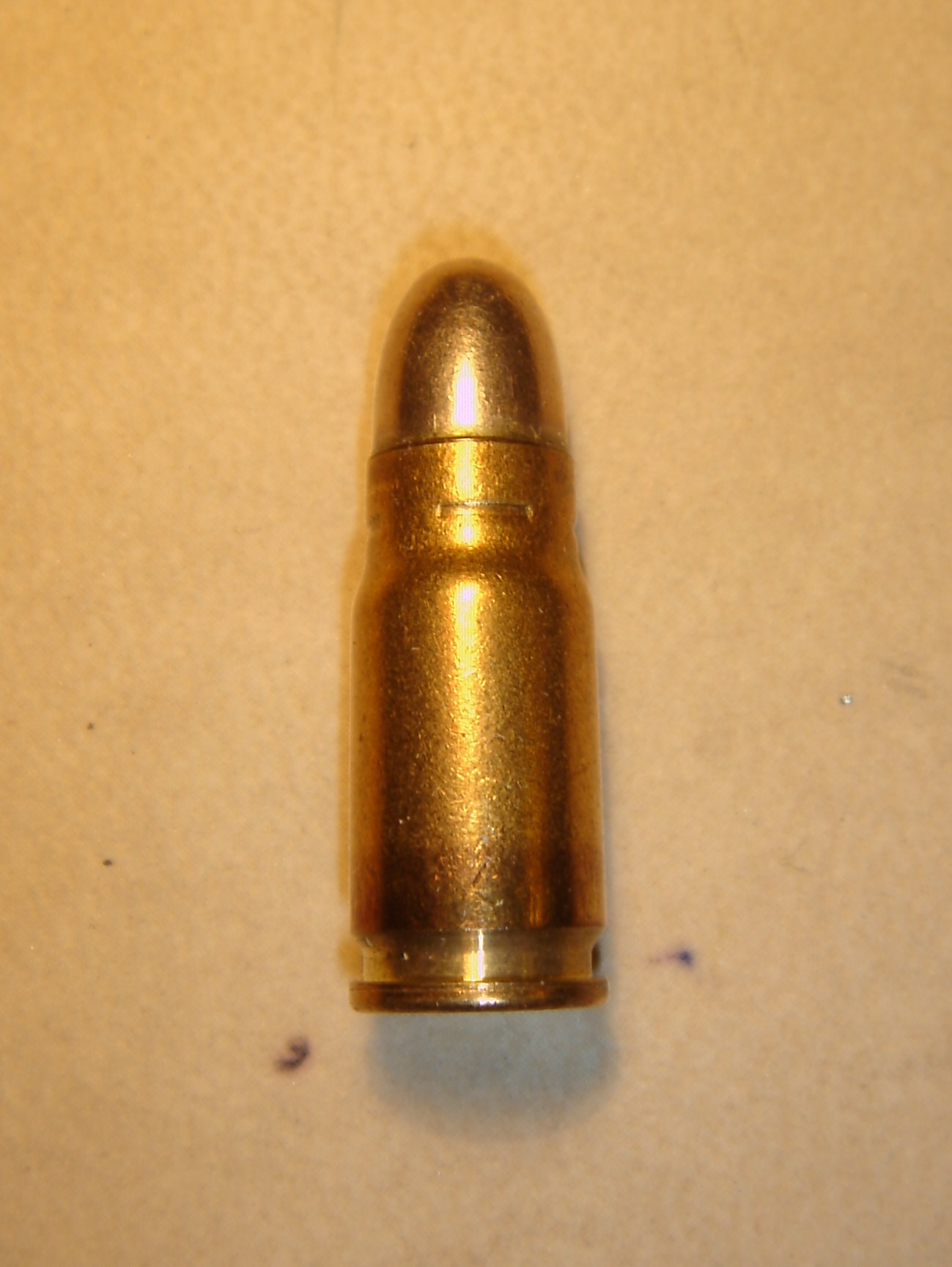
7.65mm 파라벨룸, 스위스 제조 (툰, 1973년)

7.65×21mm 파라벨룸(7.65×21mm Parabellum, C.I.P.에 의해 7,65 파라벨룸으로 지정되었으며, .30 루거 및 7.65mm 루거로도 알려져 있음)은 1898년 독일의 총기 제조사 도이체 바펜-운트 무니치온스파브리켄(DWM)이 새로운 피스톨 파라벨룸을 위해 도입한 무림, 병목형, 센터파이어 피스톨 탄약통이다. 이 피스톨 탄약통의 주요 개발자들은 화기 디자이너 게오르크 루거와 후고 보르하르트로, 그들은 DWM에서 일하면서 이전의 7.65×25mm 보르하르트에서 이 탄을 개발했다.

## 개발
1897년, C-93 보르하르트 피스톨은 스위스 군사 시험 위원회에 제출되었다. 위원회는 보르하르트가 군용 보조 무기로 사용하기에는 너무 무겁고 다루기 힘들다고 판단했다. 게오르크 루거는 DWM으로부터 보르하르트 피스톨을 개선해달라는 요청을 받았다. 그는 7.65×25mm 보르하르트에서 7.65×21mm 파라벨룸 탄약통을 개발했다. 탄약통 케이스를 짧게 만들면서 루거는 더 좁은 그립을 설계할 수 있었고, 토글 액션은 원래 보르하르트 설계보다 짧은 스트로크를 필요로 했다. 새로운 구경의 과도기적 보르하르트-루거 모델이 1898년 스위스 위원회에 제출되었다. 추가 개선 후, 최종 결과물은 DWM 피스톨레-파라벨룸("루거 피스톨")이 되었다. 새로운 탄약통의 장전은 표준화되었고 1900년에서 1901년에 걸쳐 독일 카를스루에에 있는 DWM 공장에서 대량 생산이 시작되었다.
1903년경, 파라벨룸 카빈을 위한 별도의 장전이 개발되었는데, 이는 약 20% 더 많은 화약(표준 0.32–0.35g에서 0.40g으로 증가)과 검게 처리된 탄피를 특징으로 했다. 이 카빈 장전은 제1차 세계 대전 이후 어느 시점까지 제조되었다.

## 역사 및 사용

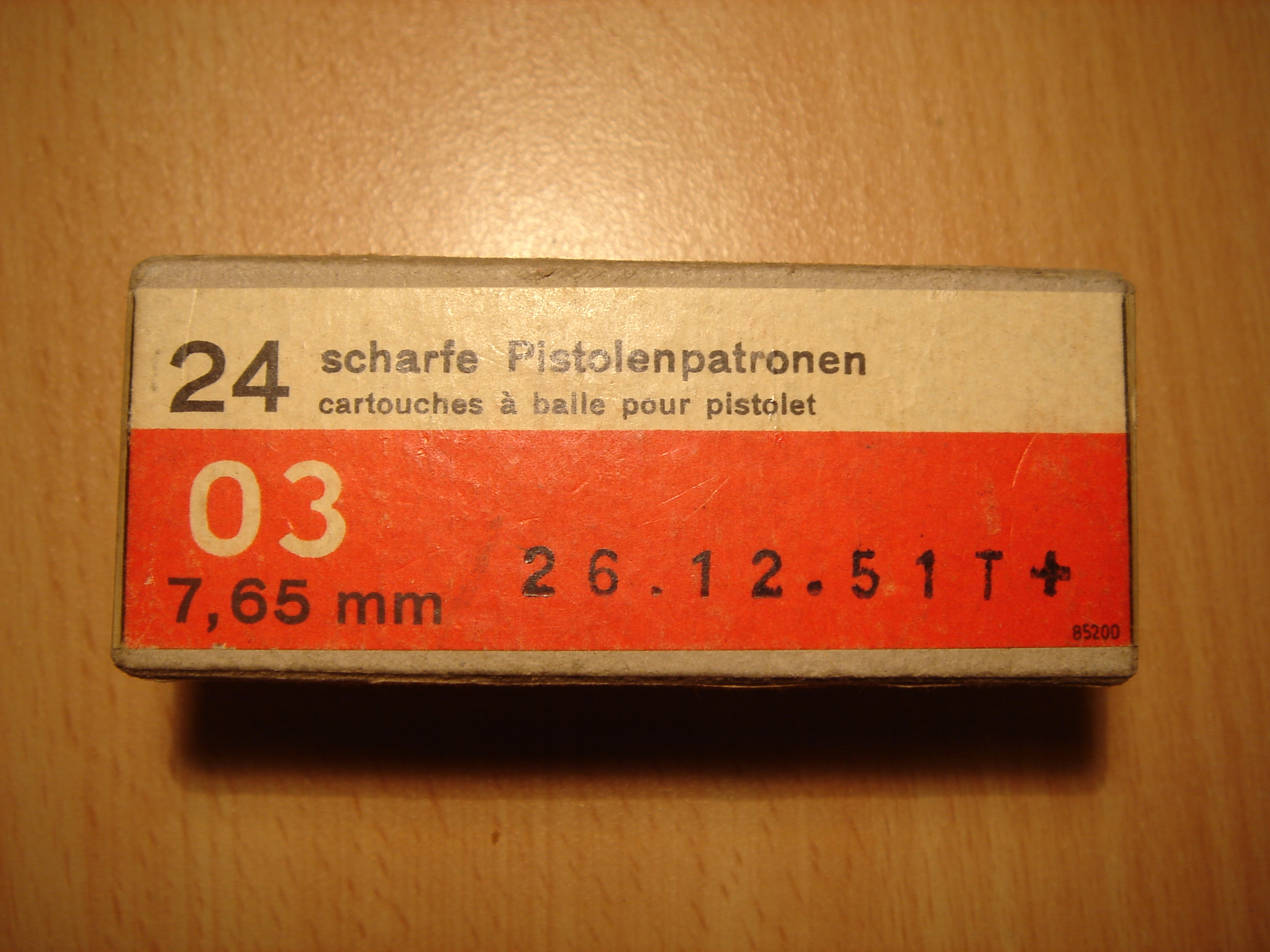
스위스군 7.65mm 파라벨룸 마지막 생산분

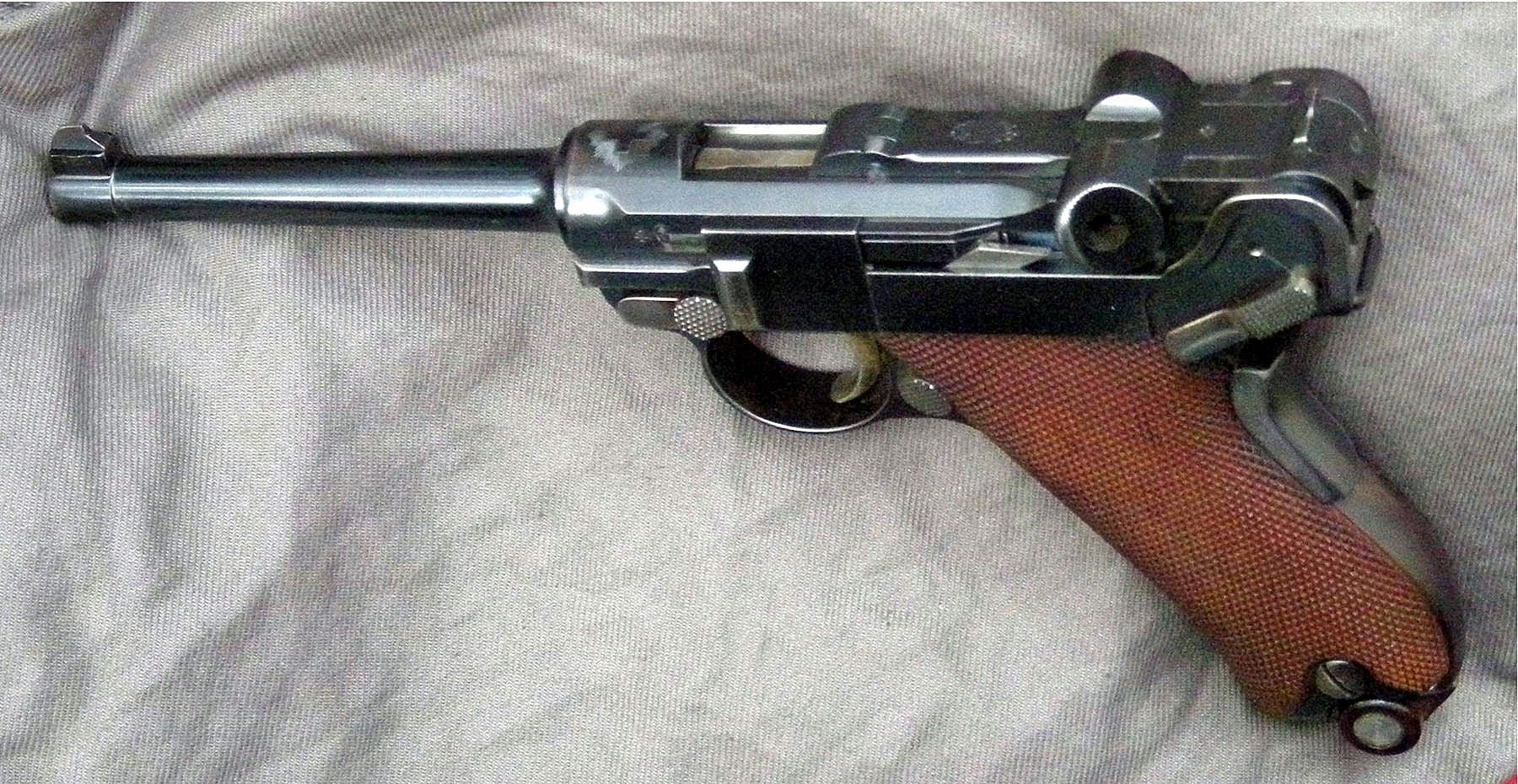
스위스 파라벨룸 모델 1900 제식 권총

도입 이래, 7.65×21mm 파라벨룸 탄약은 독일, 스위스, 핀란드, 프랑스, 포르투갈, 브라질, 영국, 미국을 포함한 여러 국가에서 국내 사용 및 수출을 위해 제조되었다.
1900년, 루거 파라벨룸 모델 1900 피스톨이 채택되면서 7.65mm 루거는 스위스군의 표준 피스톨 탄약통이 되었다. 스위스 모델 06/29 피스톨은 1949년 SIG P210이 채택된 후에도 스위스군에서 사용되었고, 1960년대 후반까지 제한적으로 사용되었다. SIG P210 역시 이 구경으로 제조되었으나, 민간용으로만 사용되었다. 스위스군의 P210은 9mm 파라벨룸 구경이었다.
7.65mm 파라벨룸은 독일군에 의해 9mm 파라벨룸 탄약통으로 교체되었다.
1900년경, 브라질군는 독일제 파라벨룸 권총(부분적으로 심손 나강 스타일 리볼버를 대체)과 나중에 벨기에에서 라이선스 생산된 일부 슈마이저 MP-28 II 기관단총에 사용하기 위해 이 탄환을 채택했다. 이는 1970년대까지 전 과나바라 주 경찰(리우데자네이루에 본부를 둠)과 같은 일부 경찰에서 제한적으로 사용되었다.
7.65mm 구경 루거 피스톨은 핀란드군에 의해 1923년 파라벨룸 피스톨리 23, 약칭 m/23으로 채택되었다. 약 8,000정의 피스톨이 납품되었으나 전쟁에서 살아남은 것은 거의 없었다. 이들 피스톨 중 다수는 9mm로 총신이 교체되었고, 제한된 수량은 1980년까지 비전투 요원 무장용으로 보관되었다. 루거 피스톨을 대체하기 위해 1929년에 설계되어 1935년에 도입된 핀란드 라흐티 L-35 피스톨도 처음에는 7.65mm 파라벨룸 구경이었으나, 나중에 9mm 파라벨룸으로 전환되었다.
루거 파라벨룸과 SIG P210 외에도, 주로 9mm 파라벨룸과 같은 현대 군용 구경의 민간 사용을 제한하는 국가에서의 상업적 판매를 위해 여러 다른 권총들이 이 구경으로 제조되었다. 예를 들어 아스트라 A-80, 베넬리 B80, 베레타 M952, 베레타 92, 브라우닝 하이파워, 콜트 커맨더, 맘바, 일부 루거 P 시리즈 모델, SIG 자우어 P220, 스미스 & 웨슨 모델 59, 발터 P5, 발터 P38 및 P38K 등이 있다.
이 구경으로 제조된 기관단총은 소수에 불과하며, 특히 SIG 베르그만 1920 (베르그만 MP-18/1의 스위스 라이선스 버전), 스위스 푸러 기관단총, 그리고 그 쌍열 공중 대응 기종인 플리거-도펠피스톨레 1919, M/노이하우젠 MKMS, 오스트리아 MP34, 그리고 수오미 M-26이 있다.
이 이름은 라틴어 구절인 시 비스 파켐, 파라 벨룸—"평화를 원한다면, 전쟁을 준비하라"에서 유래했다.

## 탄약통 제원
7.65×21mm 파라벨룸은 0.93 ml (14.3 그레인 H2O)의 탄피 용량을 가진다.
7.65×21mm 파라벨룸 최대 CIP 탄약통 제원, 모든 치수는 밀리미터(mm)
이 탄약통의 일반적인 강선 피치는 275 mm (10.83 in 당 1회전)이며, 4개의 홈, 랜드 지름 = 7.62 mm, 그루브 지름 = 7.83 mm, 랜드 너비 = 3.05 mm이고 뇌관 유형은 소형 피스톨이다. 이 탄약통은 탄피의 어깨에 헤드스페이스된다.
공식 국제 휴대용 화기 시험 상설 위원회(CIP) 지침에 따르면, 7.65×21mm 파라벨룸 탄피는 최대 235 MPa (34,100 psi)의 피에조 압력을 견딜 수 있다. CIP 규제 국가에서는 모든 피스톨 탄약 조합이 소비자 판매 인증을 위해 이 최대 CIP 압력의 130%로 시험되어야 한다.

## 동의어
- 7.65×22mm 파라벨룸
- .30 루거
- 7.65mm 루거
- 7.65×21mm
- 7.65×21mm 루거
- 7.65mm 파라벨룸
- 7.65mm 파라

## 같이 보기
- 7mm 구경
- 권총 및 소총 탄약통 목록